# St John the Baptist (Ashfield)

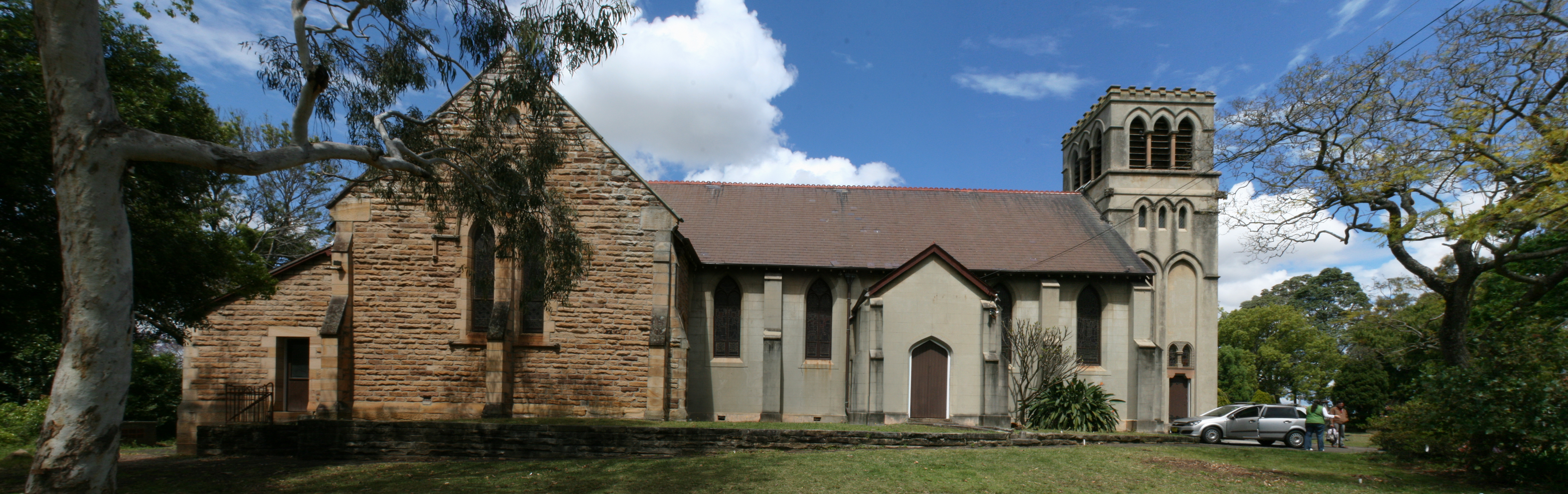
De noordzijde van het kerkgebouw

St John the Baptist is een anglicaanse kerk in het Australische plaatsje Ashfield. 
De kerk werd in 1840 gebouwd op een stuk land geschonken door Elizabeth Underwood en is vandaag de dag het oudste authentieke gebouw in Ashfield. Het was ook de eerste kerk gebouwd aan de Parramatta Road, die destijds de koloniale steden Sydney en Parramatta met elkaar verbond. De kerk heeft een kerkhof dat in 1845 werd geopend.
Daar de kerk in de loop der jaren steeds verder is uitgebreid, vertoont het gebouw verschillende soorten architectuur ,waaronder Victoriaans. 